# 韋辞
韋 辞（い じ、773年 - 830年）は、唐代の官僚。字は践之。本貫は京兆府万年県。

## 経歴
侍御史の韋翃の子として生まれた。洛陽県丞の韋召卿の孫にあたる。若くして両経に及第して、試験で優秀な成績を収め、秘書省校書郎に任じられた。貞元末年、東都留守の韋夏卿に召し出されて従事をつとめた。のちに節度使の補佐役を歴任した。元和9年（814年）、藍田県令から入朝して、侍御史に任じられた。事件に連座して朗州刺史として出され、さらに江州司馬に左遷された。
長慶元年（821年）、韋辞は韋処厚・路随らにより文学と統治の成績により推薦された。戸部員外郎に抜擢され、刑部郎中に転じ、京北京西和糴使をつとめた。ほどなく戸部郎中となり、御史中丞を兼ね、塩鉄副使をつとめ、吏部郎中に転じた。宝暦3年（827年）、文宗が即位して、韋処厚が宰相となると、韋辞は李翺とともに中書舎人に任じられた。
大和3年（829年）、韋辞は潭州刺史・御史中丞・湖南観察使として出向した。大和4年（830年）、死去した。享年は58。右散騎常侍の位を追贈された。

## 伝記資料
- 『旧唐書』巻160 列伝第110